# حادثة جزيرة غانغهوا
حادثة جزيرة غانغهوا (بالكورية: 운요호 사건، وباليابانية: 江華島事件) هي مواجهة مسلحة بين مملكة جوسون وبين الإمبراطورية اليابانية والتي حدثت في جزيرة غانغهوا في 20 سبتمبر 1875.